# Sąd Okręgowy w Katowicach
Sąd Okręgowy w Katowicach – organ wymiaru sprawiedliwości. Sąd urzęduje w dwóch budynkach: przy ul. Francuskiej 38 i przy ul. Andrzeja 16-18 w Katowicach.

## Status prawny
Sąd Okręgowy w Katowicach stanowi element władzy sądowniczej sprawującej wymiar sprawiedliwości na podstawie Konstytucji RP. Sposób organizacji Sądu regulują następujące akty prawne: Prawo o ustroju sądów powszechnych, Regulamin urzędowania sądów powszechnych, Zarządzenie Ministra Sprawiedliwości, Rozporządzenie Ministra Sprawiedliwości z dnia 20 grudnia 2012.
Obejmuje obszar właściwości sądów rejonowych: 
- Sąd Rejonowy Katowice-Wschód w Katowicach.
- Sąd Rejonowy Katowice-Zachód w Katowicach.
- Sąd Rejonowy w Bytomiu.
- Sąd Rejonowy w Chorzowie.
- Sąd Rejonowy w Mikołowie.
- Sąd Rejonowy w Mysłowicach.
- Sąd Rejonowy w Pszczynie.
- Sąd Rejonowy w Siemianowicach Śląskich.
- Sąd Rejonowy w Tychach.

## Struktury organizacyjne
Sądy okręgowe funkcjonują w strukturach sądów powszechnych, które rozstrzygają wszelkie sprawy z zakresu prawa karnego, cywilnego, rodzinnego i opiekuńczego oraz prawa pracy i ubezpieczeń społecznych, które nie są zastrzeżone dla innych sądów.
W Sądzie Okręgowym w Katowicach utworzono następujące wydziały:
- Wydział I Cywilny
- Wydział II Cywilny
- Wydział III Cywilny Odwoławczy
- Wydział IV Cywilny Odwoławczy
- Wydział V Karny
- Wydział VI Karny Odwoławczy
- Wydział VII Karny Odwoławczy
- Wydział VIII Penitencjarny i Nadzoru nad Wykonywaniem Orzeczeń Karnych
- Wydział X Pracy i Ubezpieczeń Społecznych
- Wydział XI Pracy i Ubezpieczeń Społecznych
- Wydział XIII Gospodarczy
- Wydział XIV Gospodarczy
- Wydział XV Wizytacyjny
- Sekcja Skarg i Wniosków oraz Obrotu Prawnego z Zagranicą
- Wydział XVI Karny
- Wydział XVII Cywilny Rodzinny
- Wydział XVIII Cywilny Rodzinny
- Wydział XIX Gospodarczy Odwoławczy
- Wydział XXI Karny
- Wydział XXII Wykonawczy
- Sekcja Wykonawcza ds. Windykacji Należności
- Wydział XXIII Karny Odwoławczy
- Wydział XXIV Własności Intelektualnej

## Siedziba

### Stary budynek sądu
W 1889 roku przy skrzyżowaniu ulicy Andrzeja z ulicą Mikołowską zbudowano gmach dla Królewskiego Sądu Powiatowego. W 1913 roku dobudowano nowy budynek. W 1997 roku obiekt został wpisany do rejestru zabytków byłego województwa katowickiego.

### Nowy budynek sądu
Gmach Sądu Okręgowego przy ulicy Francuskiej – projekt budynku powstał się w 2003 roku w wyniku konkursu architektonicznego zorganizowanego przez SARP o. Katowice wygranego przez pracownię Archistudio Studniarek + Pilinkiewicz, autorstwa architektów Małgorzaty Pilinkiewicz i Tomasza Studniarka. Budowa rozpoczęła się w listopadzie 2004 roku, a zakończyła w marcu 2009 roku. 
Architektura budynku jest wyniosła, pasująca do rangi i funkcji obiektu, nawiązuje do estetyki i architektury budynków władzy. Bryła ma kształt wydłużonego prostopadłościanu z wewnętrznymi dziedzińcami wypełnionymi zielenią. Wejście główne od strony ul. Francuskiej przypomina duży wycofany w głąb portal. Przed wejściem możemy zauważyć schody. Całą konstrukcję zdobią kolumny podtrzymujące występ dachowy. Bryła jednej z sal rozpraw jest wysunięta od zachodu na niej znajduje się relief z nazwą instytucji. Kompozycja fasady od strony ul. Damrota jest podobna, aczkolwiek wiele wysuniętych elementów sprawia, że pełni ona drugorzędną rolę. Budynek posiada dwa skrzydła: północne i południowe, połączone hallem. Zawiera 51 sal rozpraw oraz ponad 600 pomieszczeń, rozmieszczonych na 6 kondygnacjach. Gmach Sądu Okręgowego w Katowicach jest laureatem konkursu Najlepsza Przestrzeń Publiczna Województwa Śląskiego za rok 2010.